# Istorija radija
Rana istorija radija je istorija tehnologije koji proizvodi i primenjuje radio instrumente koji koriste radio talase. Unutar vremenskog okvira radija, mnogi ljudi su doprineli teoriji i izumima u onome što je postalo radio. Razvoj radija počeo je kao „bežična telegrafija”. Kasnija radio-istorija sve više uključuje pitanja emitovanja.

## Pregled

### Pronalazak
Ideja bežične komunikacije prethodila je otkriću „radija” sa eksperimentima u „bežičnoj telegrafiji” induktivnom i kapacitivnom indukcijom i prenosom kroz zemlju, vodu, pa čak i voznim kolosecima od 1830-ih dalje. Džejms Klerk Maksvel je u teorijskom i matematičkom obliku pokazao 1864. godine da se elektromagnetni talasi mogu širiti kroz slobodan prostor. Smatra se da je prvi namerni prenos signala pomoću elektromagnetnih talasa izvršen u eksperimentu Dejvida Edvarda Hjuza oko 1880. godine, iako se to tada smatralo indukcijom. Godine 1888, Hajnrih Rudolf Herc bio je u stanju da uverljivo dokaže prenos elektromagnetnim talasima kroz vazduhu u eksperimentu koji je potvrdio Makvelovu teoriju elektromagnetizma.
Nakon otkrića ovih „Hercovih talasa” (prišlo je skoro 20 godina dok se pojam „radio” univerzalno ustalio za ovu vrstu elektromagnetnog zračenja) mnogi naučnici i izumitelji eksperimentirali su sa bežičnim prenosom, neki od kojih su pokušavali da razviju sistem komunikacije, neki namerno koristeći ove nove hercove talase. Makvelova teorija koja pokazuje da su svetlosni i hercovi elektromagnetni talasi isti fenomen na različitim talasnim dužinama navela je „Makvelijanske” naučnike poput Džona Perija, Frederika Tomasa Troutona i Aleksandra Trotera da pretpostave da će biti analogni optičkoj signalizaciji Godine 1892, fizičar Vilijam Kruks pisao je o mogućnostima bežične telegrafije zasnovane na hercovima talasima, a 1893. Tesla je predložio sistem za prenos inteligencije i bežične energije koristeći zemlju kao medijum. Drugi, kao što su Amos Dolbear, Ser Oliver Lodž, Redžinald Fesenden, i Aleksandar Popov, bili su uključeni u razvoj komponenti i teorije uključenih u prenos i prijem vazdušnih elektromagnetnih talasa u okviru svog teorijskog rada ili kao potencijalnog sredstva za masovnu komunikaciju.
Tokom nekoliko godina počevši od 1894. italijanski pronalazač Guljelmo Markoni izgradio je prvi celokupni, komercijalno uspešni bežični telegrafski sistem zasnovan na hercovim talasima u vazduhu (radio prenos). Markoni je demonstrirao primenu radija u vojnim i pomorskim komunikacijama i osnovao kompaniju za razvoj i širenje radiokomunikacionih usluga i opreme.

## Literatura
- De Lee Forest (1950). Father of Radio: The Autobiography of Lee de Forest..
- Gleason L. Archer Personal Papers (MS108), Suffolk University Archives, Suffolk University; Boston, Massachusetts. „Gleason L. Archer Personal Papers (MS108) finding aid” (PDF). Архивирано из оригинала (PDF) 29. 5. 2008. г.
- Kahn Frank J., ed. Documents of American Broadcasting, fourth edition (Prentice-Hall, Inc., 1984).
- Lichty Lawrence W., and Topping Malachi C., eds. American Broadcasting: A Source Book on the History of Radio and Television (Hastings House, 1975).
- Aitkin, Hugh G. J. The Continuous Wave: Technology and the American Radio, 1900-1932. Princeton University Press. 1985..
- Anderson, Leland. Tesla, Nikola (482). Nikola Tesla On His Work With Alternating Currents and Their Application to Wireless Telegraphy, Telephony, and Transmission of Power. Sun Pub. ISBN 978-0-9632652-0-3., Sun Publishing Company, LC 92-6.  (ed. excerpts available online)
- Anderson, Leland I, Priority in the Invention of Radio — Tesla vs. Marconi Спољашња веза у |title= (помоћ), Antique Wireless Association monograph, 1980, examining the 1943 decision by the US Supreme Court holding the key Marconi patent invalid (9 pages). (21st Century Books)
- Archer, Gleason L. Big Business and Radio (The American Historical Society, Inc., 1939)
- Archer, Gleason L. History of Radio to 1926 (The American Historical Society, Inc., 1938).
- Barnouw, Erik (1968), The Golden Web, Oxford University Press; The Sponsor. 1978.; A Tower in Babel  (1966).
- Belrose, John S., "„Fessenden and Marconi: Their Differing Technologies and Transatlantic Experiments During the First Decade of this Century”. Архивирано из оригинала 28. 12. 2012. г. Приступљено 04. 12. 2019.". International Conference on 100 Years of Radio (5–7 September 1995).
- Briggs, Asa, The BBC — the First Fifty Years (Oxford University Press, 1984).
- Briggs, Asa, The History of Broadcasting in the United Kingdom (Oxford University Press, 1961).
- Brodsky, Ira. "The History of Wireless: How Creative Minds Produced Technology for the Masses" (Telescope Books, 2008)
- Butler, Lloyd (VK5BR), "„Before Valve Amplification” (PDF). Архивирано из оригинала (PDF) 08. 08. 2020. г. Приступљено 04. 12. 2019. - Wireless Communication of an Early Era"
- Coe, Douglas and Kreigh Collins (ills), "Marconi, pioneer of radio". New York, J. Messner, Inc., 1943. LCCN 43010048
- Covert, Cathy and Stevens John L, Mass Media Between the Wars (Syracuse University Press, 1984).
- Craig, Douglas B (2005), Fireside Politics: Radio and Political Culture in the United States, 1920–1940
- Crook, Tim, International Radio Journalism: History, Theory and Practice Routledge, 1998
- Douglas, Susan J., Listening in : radio and the American imagination : from Amos ’n’ Andy and Edward R. Murrow to Wolfman Jack and Howard Stern , New York, N.Y. : Times Books, 1999.
- Ewbank Henry and Lawton Sherman P. Broadcasting: Radio and Television. (Harper & Brothers, 1952).
- Garratt, G. R. M., Garratt, G. R. M. (1994). The early history of radio : from Faraday to Marconi. ISBN 978-0-85296-845-1., London, Institution of Electrical Engineers in association with the Science Museum, History of technology series.  LCCN gb 94011611
- Geddes, Keith, Geddes, Keith (1974). Guglielmo Marconi, 1874-1937. London: H.M. Stationery Office. ISBN 978-0-11-290198-3.. H.M.S.O., A Science Museum booklet.  LCCN 75329825 (ed. Obtainable in the US from Pendragon House Inc., Palo Alto, California.)
- Gibson, George H, Public Broadcasting; The Role of the Federal Government, 1919-1976 (Praeger Publishers, 1977).
- Hancock, Harry Edgar, "Wireless at sea; the first fifty years. A history of the progress and development of marine wireless communications written to commemorate the jubilee of the Marconi International Marine Communication Company limited". Chelmsford, Eng., Marconi International Marine Communication Co., 1950. LCCN 51040529 /L
- Jackaway, Gwenyth L, Media at War: Radio's Challenge to the Newspapers, 1924-1939 Praeger Publishers, 1995
- Journal of the Franklin Institute. "Notes and comments; Telegraphy without wires", Journal of the Franklin Institute, December 1897, pages 463-464.
- Katz, Randy H., "Look Ma, No Wires": Marconi and the Invention of Radio". History of Communications Infrastructures.
- Lazarsfeld, Paul F, The People Look at Radio (University of North Carolina Press, 1946).
- Maclaurin, W. Rupert. Invention and Innovation in the Radio Industry (The Macmillan Company, 1949).
- Marconi's Wireless Telegraph Company, "Year book of wireless telegraphy and telephony", London : Published for the Marconi Press Agency Ltd., by the St. Catherine Press / Wireless Press. LCCN 14017875 sn 86035439
- Marincic, Aleksandar and Djuradj Budimir,. „Tesla contribution to radio wave propagation” (PDF). Архивирано из оригинала (PDF) 29. 5. 2008. г.. (PDF)
- Masini, Giancarlo. "Guglielmo Marconi". Turin: Turinese typographical-publishing union, 1975. LCCN 77472455 (ed. Contains 32 tables outside of the text)
- Massie, Walter Wentworth, "Wireless telegraphy and telephony popularly explained". New York, Van Nostrand, 1908.
- McChesney, Robert W (1994), Telecommunications, Mass Media, and Democracy: The Battle for the Control of U.S. Broadcasting, 1928-1935, Oxford University Press
- McCourt, Tom, Conflicting Communication Interests in America: The Case of National Public Radio Praeger Publishers, 1999
- McNicol, Donald. "The Early Days of Radio in America". The Electrical Experimenter, April 1917, pages 893, 911.
- Peers, Frank W, The Politics of Canadian Broadcasting, 1920–1951 (University of Toronto Press, 1969).
- Pimsleur, J. L. "Invention of Radio Celebrated in S.F.; 100th birthday exhibit this weekend ". San Francisco Chronicle, 1995.
- The Prestige, 2006, Touchstone Pictures.
- The Radio Staff of the Detroit News. WWJ-The Detroit News. (The Evening News Association, Detroit, 1922).
- Ray, William B, FCC: The Ups and Downs of Radio-TV Regulation (Iowa State University Press, 1990).
- Rosen, Philip T, The Modern Stentors; Radio Broadcasting and the Federal Government 1920-1934 (Greenwood Press, 1980).
- Rubin, Julian "Guglielmo Marconi: The Invention of Radio". January 2006.
- Rugh, William A, Arab Mass Media: Newspapers, Radio, and Television in Arab Politics Praeger, 2004
- Scannell, Paddy, and Cardiff, David (1991). A Social History of British Broadcasting, Volume One, 1922-1939. Basil Blackwell..
- Schramm Wilbur, ed (1960). Mass Communications. University of Illinois Press..
- Schwoch James (1990). The American Radio Industry and Its Latin American Activities, 1900-1939. University of Illinois Press..
- Seifer, Marc J., "The Secret History of Wireless". Kingston, Rhode Island.
- Slater, Robert, This ... is CBS: A Chronicle of 60 Years (Prentice Hall, 1988).
- Smith, F. Leslie, John W. Wright II, David H. Ostroff; Perspectives on Radio and Television: Telecommunication in the United States Lawrence Erlbaum Associates, 1998
- Sterling, Christopher H, Electronic Media, A Guide to Trends in Broadcasting and Newer Technologies 1920–1983 (Praeger, 1984).
- Sterling, Christopher, and Kittross John M (1978). Stay Tuned: A Concise History of American Broadcasting. Wadsworth..
- Stone, John Stone. "John Stone Stone on Nikola Tesla's Priority in Radio and Continuous-Wave Radiofrequency Apparatus". Twenty First Century Books, 2005.
- Sungook Hong, (2001). Wireless: from Marconi's Black-box to the Audion. Cambridge, Massachusetts: MIT Press. ISBN 978-0-262-08298-3.
- Waldron, Richard Arthur, Waldron, Richard Arthur (1970). Theory of guided electromagnetic waves. Van Nostrand Reinhold. ISBN 978-0-442-09167-5.. London, New York, Van Nostrand Reinhold.  LCCN 69019848 //r86
- Weightman, Gavin, "Signor Marconi's magic box : the most remarkable invention of the 19th century & the amateur inventor whose genius sparked a revolution" 1st Da Capo Press ed., Cambridge, Massachusetts : Da Capo Press, 2003.
- White, Llewellyn, The American Radio (University of Chicago Press, 1947).
- White, Thomas H. "Pioneering U.S. Radio Activities (1897-1917)", United States Early Radio History.
- Wunsch, A. David "„Misreading the Supreme Court: A Puzzling Chapter in the History of Radio”. 3. 5. 2021. Архивирано из оригинала 27. 11. 2019. г. Приступљено 04. 12. 2019." Mercurians.org.

## Mediji i dokumentarni filmovi
- Empire of the Air: The Men Who Made Radio. by Ken Burns, PBS documentary based on the 1991 book, Empire of the Air: The Men Who Made Radio (1st изд.). by Tom Lewis, , New York: E. 1992. ISBN 978-0-06-018215-1.. Burlingame Books.

## Spoljašnje veze
- "A Comparison of the Tesla and Marconi Low-Frequency Wireless Systems ". Twenty First Century Books, Breckenridge, Co.
- Sparks Telegraph Key Review
- Early Radio History
- "Presentation of the Edison Medal to Nikola Tesla". Minutes of the Annual Meeting of the American Institute of Electrical Engineers. Held at the Engineering Society Building, New York City, Friday evening, May 18, 1917.
- „Timeline of the First Thirty Years of Radio 1895 – 1925”. Архивирано из оригинала 31. 03. 2008. г. Приступљено 04. 12. 2019.; An important chapter in the Death of Distance. Nova Scotia, Canada, March 14, 2006.
- „Cybertelecom :: Radio History (legal and regulatory)”. Архивирано из оригинала 18. 04. 2023. г. Приступљено 04. 12. 2019.
- Western Historic Radio Museum: Radio Communication Equipment from 1909 to 1959.